# Nepticuloidea

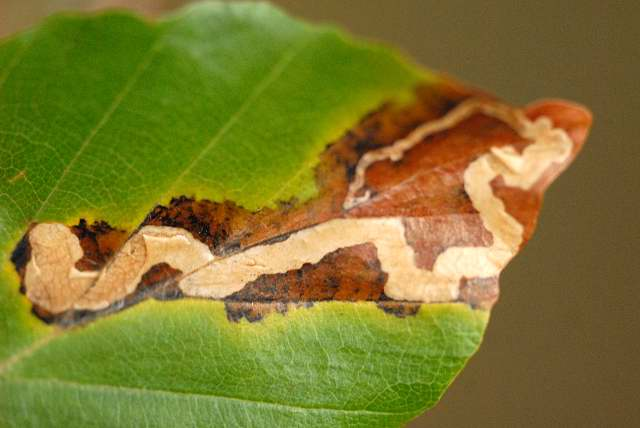
Die Mine einer Raupe von Stigmella hemargyrella

Die Nepticuloidea ist eine etwa 700 Arten umfassende, weltweit verbreitete Überfamilie der Schmetterlinge (Lepidoptera). Sie kommt in Europa mit etwa 270 Arten und Unterarten vor.

## Merkmale
Die Imagines der Nepticuloidea haben eine Flügelspannweite von 1,5 bis 8,3 Millimeter. Zu dieser Gruppe werden die kleinsten Schmetterlinge der Welt gezählt. Der Vertex des Kopfes ist rau und trägt aufgerichtete, haarartige (piliforme) Schuppen. Punktaugen (Ocelli) und Jordansche Organe (Chaetosemata) fehlen. Bei den Fühlern ist der Scapus charakteristisch zu einer großen Kappe vor den Augen verbreitert. Das Flagellum trägt spezialisierte, häufig verästelte Sinneshärchen. Die Maxillarpalpen sind fünfgliedrig und gefaltet. Das kurze Haustellum ist nackt und erreicht eine länge von 75 bis 150 % der Länge der Labialpalpen. Das Prosternum ist zurückgebildet. Die Flügel haben eine zurückgebildete Aderung. Die Diskalzelle fehlt in der Regel auf beiden Flügelpaaren, oder ist nur zurückgebildet auf den Vorderflügeln vorhanden. Bei den Männchen ist auf den Hinterflügeln nur bei den Zwergminiermotten (Nepticulidae) ein Frenulum ausgebildet. Bei beiden Geschlechtern befindet sich jedoch eine dichte Reihe von langen subcostalen, pseudofrenularen Seten auf den Hinterflügeln. Microtrichien sind bei den Zwergminiermotten überall auf den Flügeloberflächen verteilt, bei den Opostegidae sind sie zurückgebildet. Die vorderen Schienen (Tibien) der Beine haben keine, die der mittleren zwei und die der hinteren vier Sporne. Eine Epiphyse fehlt. Die Tibien der Hinterbeine haben außerdem auffällige stachelige Schuppen. Am Hinterleib ist das Sternum 2a bei den Zwergminiermotten separat, bei den Opostegidae mit den seitlichen Rillen (Venulae) verwachsen. Eine tergosternale Verbindung fehlt in der Regel und tritt nur bei manchen Zwergminiermotten auf. Der Ovipositor ist extrem kurz und kann nicht zum Bohren verwendet werden. Er ist ventral stark vom siebten Sternit verdeckt.
Bei den Raupen sind keine Beine ausgebildet. Sie haben nur ein einzelnes Paar Stemmata. Bei der Puppe liegen alle Hüften (Coxen) frei und das zweite bis achte Hinterleibssegment ist an den Terga bedornt.

## Lebensweise
Die Raupen der Zwergminiermotten leben als Minierer in Blättern oder Ästen. Sie sind an mehr als 40 Familien der Bedecktsamer nachgewiesen und finden sich in der Holarktis bevorzugt häufig an Buchenartigen (Fagales) und Rosenartigen (Rosales). Die großen Gattungen sind bei der Auswahl ihrer Nahrungspflanzen nicht wählerisch, es gibt jedoch kleinere Gruppen, die auf bestimmte Pflanzenfamilien spezialisiert sind. Die Raupen der Opostegidae leben als Minierer in Blättern, aber auch in Rinde, Ästen und Früchten verschiedener Bedecktsamer. Die Puppe befreit sich vor dem Schlupf des Falters teilweise aus dem, ovalen und linsenförmigen Kokon.

## Taxonomie und Systematik
Die Überfamilie wird innerhalb der Heteroneura gemeinsam mit den Tischerioidea und den Palaephatoidea in die Gruppe Nepticulina gestellt, die als Schwestergruppe der Incurvariina mit der Überfamilie Incurvarioidea gilt. Folgende Familien werden der Überfamilie zugerechnet:
- Zwergminiermotten (Nepticulidae)
- Opostegidae

## Belege